# Merge (Randy Bachman)
Merge is een studioalbum van Randy Bachman.
Na het vorige studioalbum Any road onder de naam Bachman werd het weer een aantal stil rond deze gitarist uit bands The Guess Who, Bachman Turner Overdrive en Ironhorse. In 1996 werd er weer een album van hem uitgegeven, vermoedelijk alleen in thuisland Canada. Het album, opgenomen in Armoury Studios in Vancouver passeerde geruisloos binnen de scene van rock (geen noteringen in albumlijsten). Twee tracks vielen AllMusic op. Allereerst was dat Made in Canada, opnieuw een samenwerking met Neil Young (hij speelde ook op Any road een nummer mee), Young nam zijn bijdrage op in zijn eigen studio in Redwood City (Californië). Een tweede was Anthem: For the Young, dat de stijl naderde van Mott the Hoople en Procol Harum. Andere nummers haalden herinneringen op aan BTO. 

## Musici
- Randy Bachman – gitaar, zang
- Talmage Bachman – drumstel, piano, gitaar, accordeon, achtergrondzang (zoon van Randy)
- Richard Cochrane – basgitaar
- Denise McCann – achtergrondzang
- Colin Wiebe – toetsinstrumenten en zang
- Rogé Belanger – gitaar en achtergrondzang
- Mike Sanyshyn – fiddle (Burnin’ up the floor)
- Neil Young – zang, gitaar op Made in Canada

## Muziek
| Nr. | Titel                                         | Duur |
| --- | --------------------------------------------- | ---- |
| 1.  | Born to ride (Randy Bachman)                  | 5:00 |
| 2.  | There ain’t nothin’ like it (Randy Bachman)   | 4:25 |
| 3.  | Bad news travels fast (Randy Bachman)         | 3:59 |
| 4.  | I play the fool for you (Randy Bachman)       | 4:20 |
| 5.  | Nothin’s gonna bring you down (Randy Bachman) | 4:52 |
| 6.  | Anthem: For the young (Randy Bachman)         | 6:57 |
| 7.  | Please come to paris (Randy Bachman)          | 4:37 |
| 8.  | No reason to cry (Randy Bachman)              | 3:34 |
| 9.  | Can’t go back to Memphis (Randy Bachman)      | 4:35 |
| 10. | Burnin’ up the floor (Randy Bachman)          | 4;24 |
| 11. | Made in Canada (Randy Bachman)                | 9:08 |
| 12. | That’s OK (Randy Bachman)                     | 4:25 |

That’s OK is een hidden track.